# Gare de Kennedy
La gare de Kennedy est une gare de trains de banlieue à Scarborough, dans l'est de Toronto en Ontario. La gare est située sur Eglinton Avenue entre Kennedy Road et Midland Avenue, et adjacente à la station de métro du même nom, desservie par les lignes 2 Bloor-Danforth et 3 Scarborough. Ouverte en 2005, la gare fait l'objet d'un projet d'expansion dans le but de bonifier le service à travers le réseau de GO Transit.

## Situation ferroviaire
La gare est située à la borne 59,5 milles (95,8 km) de la subdivision Uxbridge de Metrolinx, à voie unique, entre la gare Union de Toronto et la gare d'Agincourt.
Entre les gares Union et de Scarborough, les trains de la ligne Stouffville empruntent la subdivision Kingston, partageant les voies avec les trains de la ligne Lakeshore East. À Scarborough, les trains de Stouffville changent la voie vers la subdivision Uxbridge, qui tourne vers le nord dans une large courbe, avant de s'approcher au coin de Midland Avenue et de Danforth Road, jusqu'à ce que la voie se fixe sur une route droite vers le nord, entre Kennedy Road et Midland Avenue.
Le paysage autour de la subdivision Uxbridge est principalement résidentiel. Les trains passent devant l'École primaire Corvette et le terrain de jeu Corvette en continuant vers le nord. Au sud d'Eglinton, la ligne a une jonction avec l'embranchement Geco et passe devant le stationnement incitatif et le terminus d'autobus de la station Kennedy sur la ligne 2 Bloor-Danforth. La gare se trouve sur la droite de la station de métro.
Au nord de Kennedy, jusqu'à Ellesmere Avenue, la ligne est en parallèle avec la ligne 3 Scarborough, du côté ouest de la voie. Le paysage autour de la ligne passe de résidentiel à industriel. Une partie de la voie est toujours desservie par les trains de marchandise du CN. La ligne 3 Scarborough s'enforce sous terre au nord d'Ellesmere et disparaît, passant sous la subdivision Uxbridge et tournant vers l'est en direction du Scarborough Town Centre. Le GO train continue vers le nord, passant sous les viaducs de l'autoroute 401 et de la subdivision Belleville du Canadien Pacifique, vers le prochain arrêt, la gare d'Agincourt.

## Histoire
La gare a été mise en service le 2 juin 2005. L'ouvertre de la gare avait été retardée par les conflits entre GO Transit et la Commission de transport de Toronto au sujet des connexions entre la station de métro et la gare, mais une fois ouverte, les passagers de la ligne Stouffville ont eu accès au métro pour des destinations qui, auparavant, auraient nécessité de faire demi-tour depuis Union.
Depuis 2001, GO Transit s'est fermement engagé à améliorer le service de la ligne Stouffville. GO Transit a acheté le tronçon de la subdivision Uxbridge entre la jonction Scarborough et Stouffville, lui donnant un accès complet de la ligne entière. Cet achat lui a permis de doubler la voie et bonifier le service selon les besoins. GO vise à offrir un service de trains électrifiés fréquents dans les deux sens sur la ligne Stouffville, avec des trains toutes les 15 minutes ou mieux. Pour la gare de Kennedy, Metrolinx construit un nouveau bâtiment et une nouvelle entrée de la gare du côté est des voies, un nouveau débarcadère, une deuxième voie et un quai reliés par un tunnel piétonnier, ainsi que des quais couverts avec des systèmes de fonte de neige.

## Service aux voyageurs

### Accueil
La gare de Kennedy est une gare sans personnel. Les passagers peuvent acheter leurs billets ou recharger leurs cartes Presto auprès d'un distributeur automatique. Le paiement par carte de crédit ou par portefeuille électronique est disponible auprès des valideurs. La gare est équipée d'un abri de quai chauffé, d'un téléphone payant, de Wi-Fi, et d'un ascenseur. Le stationnement incitatif n'est pas offert par GO Transit, mais les automobilistes peuvent payer à stationner au stationnement payant de la TTC.

### Dessert
À partir du 8 avril 2023, six trains partent de la gare d'Old Elm et s'arrêtent à cette gare pour se rendre à la gare Union de Toronto pendant la période de pointe du matin. L'après-midi, six trains s'arrêtent à cette gare en direction d'Old Elm.
Le service en dehors des heures de pointe n'est pas proposé à cette gare. Les passagers se rendant au centre-ville de Toronto doivent prendre le métro. Ceux qui se rendent à Scarborough doivent prendre le bus de la TTC, et ceux qui se rendent à Markham et au-delà peuvent prendre le bus de la York Region Transit, ou se connecter à un bus GO en heures creuses à la gare d'Unionville.

### Intermodalité
L'exploitation du métro et des bus locaux est assurée par la Commission de transport de Toronto (TTC). La station Kennedy est une station de correspondance entre les lignes 2 et 3 du métro de Toronto. Cependant, en raison du vieillissement de l'infrastructure de la ligne 3 Scarborough, cette ligne sera fermée d'ici l'automne 2023. Le service de métro léger sera remplacé par des navettes jusqu'à ce que la ligne 2 soit prolongée jusqu'à Sheppard Avenue dans les années à venir. Par ailleurs, la station Kennedy devrait être le terminus est de la ligne 5, une ligne de métro léger traversant l'avenue Eglinton.
La station Kennedy est un centre de mobilité pour de nombreux bus à Scarborough, avec les bus suivants : 12 Kingston Road, 20 Cliffside, 21 Brimley, 34 Eglinton East, 43 Kennedy, 57 Midland, 86 Scarborough, 113 Danforth, 116 Morningside, 201 Bluffer's Park, 300 Bloor-Danforth, 343 Kennedy, 903 Kennedy-Scarborough Centre Express, 905 Eglinton East Express, 943 Kennedy Express et 986 Scarborough Express.
La route 12 Kingston Road se dirige vers l'ouest jusqu'à la station Victoria Park, en passant par Brimley Road et Variety Village. La 20 Cliffside se dirige vers l'ouest jusqu'à la station Main Street. La 113 Danforth se dirige vers l'ouest sur Danforth Road et Danforth Avenue jusqu'à la station Main Street. De nuit, la 300 Bloor-Danforth va encore plus loin en continuant jusqu'à West Mall.
La 34 Eglinton East se dirige vers l'ouest en direction de la station Eglinton sur Yonge Street, certains bus se terminant à Don Mills Road et Wynford Drive, pour atténuer les perturbations de la circulation liées au chantier de construction du train léger de la ligne 5. La nuit, le bus de nuit 334 Eglinton East propose un service parallèle.
La 21 Brimley va vers le nord via Brimley Road en direction de la station Scarborough Centre et de Steeles Avenue. La 57 Midland se dirige vers le nord via Midland Road vers Steeles Avenue.
La 43 Kennedy se dirige vers le nord via Kennedy Road jusqu'à Steeles Avenue ou la station Scarborough Centre via Progress Avenue. Aux heures de pointe, certains bus se terminent au condo Village Green Square à Agincourt. Un service d'autobus express, la 943 Kennedy Express, est offert sur le même chemin jusqu'à Steeles Avenue aux heures de pointe. La nuit, un service de bus parallèle est proposé par la 343 Kennedy vers Steeles Avenue.
La 86 Scarborough se dirige vers l'est sur Eglinton Avenue et Kingston Road, ensuite vers le nord sur Meadowvale Road, se terminant au passage supérieur de Highland Creek, à Sheppard Avenue, et au zoo de Toronto. Aux heures de pointe, certains bus se terminent à Lawrence Avenue et Beechgrove Avenue. Il s'agit d'une ligne d'autobus qui circule sur une voie réservée aux autobus le long d'Eglinton Avenue et Kingston Road. La 986 Scarborough Express est un service de bus express aux heures de pointe qui se termine à l'angle de Meadowvale Road et Sheppard Avenue.
La 116 Morningside se dirige vers l'est sur la voie réservée aux bus d'Eglinton Avenue, puis sur Guildwood Parkway, et se dirige vers le nord via Morningside Avenue jusqu'à Steeles Avenue. Cette ligne dessert la gare d'Eglinton et l'Université de Toronto à Scarborough. La 905 Eglinton East Express est un service de bus express qui se dirige vers l'est sur Eglinton Avenue, Kingston Road, puis vers le nord sur Morningside Avenue, puis vers l'est sur Ellesmere Avenue en semaine seulement. Cette ligne dessert les gares Eglinton et de Guildwood, l'Université de Toronto Scarborough, le campus Morningside du Centennial College. La nuit, un service parallèle est offert par la 334 Eglinton East vers Finch Avenue et Neilson Road, via Kingston Road et Morningside Road.
La 201 Bluffer's Park (anciennement la 175 Bluffer's Park) est une navette saisonnière qui va vers l'est sur Eglinton Avenue, et vers le sud sur Brimley Road jusqu'à Bluffer's Park, l'une des principales plages au bord du lac à Toronto. Le service est disponible en journée et en début de soirée en fin de semaine et les jours fériés. Les bus arrivent toutes les 15 minutes, quelle que soit la période.